# Viridictyna parva
Viridictyna parva là một loài nhện trong họ Dictynidae.
Loài này thuộc chi Viridictyna. Viridictyna parva được Raymond Robert Forster miêu tả năm 1970.